# Glansdorf
Glansdorf ist ein Dorf in Collinghorst, einem Ortsteil der Gemeinde Rhauderfehn im ostfriesischen Landkreis Leer. Die 1785 entstandene Moorkolonie ist nach dem Verwaltungsjuristen und Stickhauser Amtmann Rudolf von Glan (1725–1807) benannt. Erstmals ist der Name für das Jahr 1819 urkundlich belegt.

## Geschichte
Rudolf von Glan suchte nach dem Urbarmachungsedikt Friedrich II. nach Gebieten, die sich für eine Kolonisation eigneten. Dabei stieß er auf das Gebiet des heutigen Glansdorf südwestlich von Collinghorst. Dessen Bewohner nutzten die dortigen Landflächen allerdings seit langer Zeit als Weide für ihre Schafherden. Die Bauern klagten deshalb gegen die Anlage der Kolonie, verloren den Prozess allerdings nach sieben Jahren. Dies führte zu einem angespannten Verhältnis der alteingesessenen Bewohner von Collinghorst zu den Glansdorfern, das sich bis zur Hälfte des 20. Jahrhunderts fortsetzte. Ab dem 3. November 1912 war Glansdorf an die normalspurige Kleinbahn Ihrhove–Westrhauderfehn angeschlossen. Die Haltestation verfügte „über ein beidseitig angeschlossenes Ladegleis mit einer Ladestraße und obligatorischem hölzernem Unterstellhäuschen mit Güterraum.“ Zum Bahnhof gehörte auch eine Viehwaage. Diese wurde allerdings schon 1922 wieder verkauft. Am 28. Mai 1961 stellte die Kleinbahn den Personenverkehr auf der Schiene ein und ersetzte ihn durch eine Omnibuslinie. Die Haltestelle verlor damit immer mehr an Bedeutung. In den Jahren 1961/62 wurden monatlich nur noch rund 10 Stückgut- und Express-Sendungen und fast keine Wagenladungen abgefertigt. 1974 stellte die Bahn auch den Güterverkehr ein.